# Juan Ferrando
Juan Ferrando Fenoll (Barcellona, 2 gennaio 1981) è un allenatore di calcio spagnolo.

## Palmarès

### Allenatore

#### Competizioni nazionali
- Gamma Ethniki: 1

Volo: 2017-2018 (Gruppo 4)
- Football League: 1

Volo: 2018-2019
- Durand Cup: 1

FC Goa: 2021
- Indian Super League: 1

ATK Mohun Bagan: 2022-2023